# 剣詩舞
剣詩舞（けんしぶ）とは、剣舞と詩舞（扇舞とも）の２つからなる日本の芸道である。剣舞と扇舞を合わせて 剣扇舞 （けんせんぶ）と呼ぶこともある。ともに、詩吟（吟詠）にあわせ和服で舞い詩の情緒を表現する。
詩吟と剣詩舞は、基本的に別々の者が行う。人数は決まっておらず、吟者と舞者が一対一の場合もあれば、吟者一人に対して複数人で舞う場合も多い。

## 剣舞
剣舞は、広い意味では、刀剣を持って舞うこと。ここでは、詩吟に合わせて日本刀を用いて舞うことを指す。演目によっては、刀に加えて扇子を用いることもある。
日本の古舞の中に、剱の舞、剣の舞と称するものがあり、これは剣を持って目に見えない邪心や悪霊を切るに擬したもので、当時は神楽の部門に含まれていた。また、その他に古代武術の技巧を取り入れた、久米の舞と吉次の舞とがあって、その何れも剣を振って敵を撃つ有様を舞った。しかし、恐らく近世の剣舞は、以上の古典が歴史と共に移り変りつつ、数世紀を経て今に及んだものとみるべきである。 
安政の時(1855~1860年)、昌平坂学問所の書生が酔った際に、山陽等の詩を吟じ、刀剣を抜き舞ったという。また、王政復古に際しては姿なき協力者として、勤王の志士の間に大いに歓迎され人心を掻き立て、あるいは士気を鼓舞する等、適時適所に少なからず役立ったという。
明治維新後、榊原健吉が行った撃剣興行の余興として剣舞が披露された。その後、日比野正吉（雷風）、長宗我部林馬（加藤鶯鳴,秦霊華）が剣舞を系統だて整理し、前者は神刀流、後者は弥生流を発表した

## 詩舞
詩吟に合わせて扇子のみを持って舞うことは扇舞（せんぶ）または詩舞（しぶ）という。

## 流派菊水流宗家伊藤南光
※順不同
- 秋月流　中田鶯秀。

- 精華流　桐島鶯哦。

- 剣心流　藤田鶯誠。

- 東流　古川慶風。

- 伊東流　伊東祐憲、東京。

- 桜堂流　宗家は前田桜堂。

- 鹿島神刀流　高橋佐十郎。

- 鹿島心流　宗家は入来徹洲。

- 菊水流　宗家は伊藤南光。

- 光幻流　冨田光幻、松本。

- 薩摩眞正神刀流　迫田博洲、鹿児島。

- 薩摩神刀自念流　榎木麗洲。

- 秀鳳流　総師範は小林秀鳳。

- 橘流　小倉神竜。

- 竹生流　岩村秋水。

- 天心流　岸田天心、東京。天心館長。

- 天都流　犬童松楓。

- 南影流　宗家は西庄秀礼、神奈川。

- 南宗流　大木正武斎。二世は大木南宗、豊島区。

- 水府流　宗家は佐々木神風。

- 明倫流　杉本尚隆。

- 神道流　山口昌玲。

- 美寿々吟剣詩舞道愛好会　会長は樋口敏治、松本。号は詩吟では龍鵬、剣舞では鈍刀。

- 大和真刀流誠和館　館長は谷津田秀和、東京。

- 神道武正流　宗家は村松幸龍、武蔵野市。

- 維新流　宗家は関根剣泉、東京。

- 岳城流詩吟・景山流詩舞　神国館景山会総本部理事長　菅沼芳山、神奈川。

- 石心流剣清会　宗家は石崎剣清、横浜。

- 紫舟流　宗家は小林紫舟、三浦郡葉山町。

- 剣舞一刀流　宗家　松永刀雲、神奈川。

- 峯國流剣詩舞道会　宗家　久保峯國、神奈川。

- 親麗流照麗会　会長　鶴田照麗、町田市。

- 青沙流　宗家　漆畑青沙、静岡。

- 日乃本流剣舞道　宗家　梯剣麗門、長崎。

- 鋒秋流　宗家　大塚鷹秋、福井。

- 精心流剣詩舞道水友会　会長　青木剣心、広島。

- 鉄心流剣詩舞道　二代目宗家　大本翠山、広島。

- 桜諷流吟剣詩舞道会　会長　中尾桜諷、山口。

- 誠章流誠風館　館長　金中誠京、山口。

- 筑紫流日本吟道詩舞菊風会　会長　藤井仙寿、福岡。

- 翡翠流詩舞扇葉会　会長　岡田扇葉、福岡。

- 大和陽心流瑞城会　副宗家　椎野瑞扇、徳島。

- 八千穂流剣詩舞道会　宗家　菊川八千穂、札幌。

- 吟舞道西峰流　宗家　大橋西峰、栃木。

- 菊秀流　宗家　菊池秀園、東京。

- 誠紀流誠修館　館長　石井誠紀、東京。

- 神心流尚道館総本部　家元　安倍秀風、京都。

- 岳翠流吟剣詩舞道会　剣詩舞部長　福森岳瀛、北海道紋別。

- 踊翠流　北海道。

- 和翔流　北海道。

- 神刀流　日比野雷風-日比野正明-日比野正晴

- 神刀流木崎派

- 大日本正義流　多田正義、大阪。

- 青柳流

- 日本神道流　山田刀華、愛知。

- 神道一刀流　掛布篁華、愛知。

- 神刀無念凱山流　鈴木凱山、栃木。

- 神明鍛心流　永野鍛心、東京。

- 北辰神桜流　篠田桜峰、愛知。

- 北辰神明流　遠藤剣峰。

- 天辰神容流　杉浦容楓。

- 田宮流　妻木正麟。

- 神刀神明流

- 水府新刀流　斉田電光、茨城。

- 神明無双流

- 神武流

- 神伝真正金房流　金房冠一郎。

- 神伝真正早渕流　早淵鯉昇。

- 神伝真正豊田流　豊田治（凛風）。

- 神伝真正冠翔流　喜多冠翔。

- 神伝真正一如流剣詩舞道　中町如洲。

- 大日本水心流  田中霊凰  高知。

- 弥生流

- 水華流剣舞道

- 水心黎明流　川原霊宗。

- 水心弘道流剣詩舞道　林霊山。

- 渋川流　田村天月、石川。

- 無想流剣武術　高橋蘇峰、佐賀。

- 真槍流剣武術　海沼南至。

- 無想伝心碧洲流　宮沢碧洲、長野。

- 静山流　榊原静山(帰逸)。

- 菊水流　藤上南山、岡山。